# Stefan Kubów

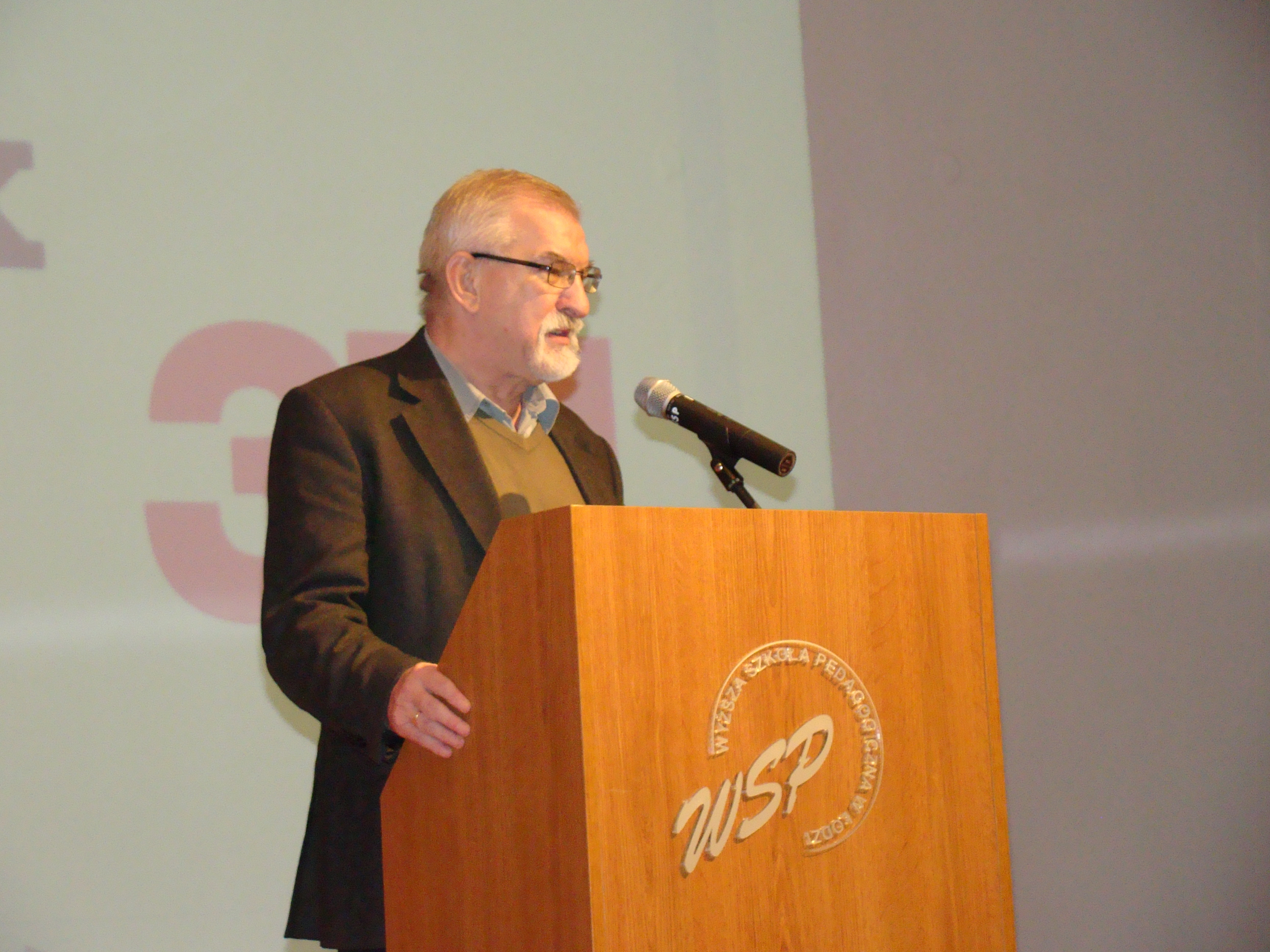
Stefan Kubów na Konferencji Bibliotek Niepaństwowych Szkół Wyższych w Łodzi 2012 r.

Stefan Kubów (ur. 4 maja 1948) – doktor nauk humanistycznych w zakresie bibliologii, specjalność bibliotekoznawstwo, historia książki i bibliotek, pedagogika mediów, bibliotekarz, wykładowca w szkołach wyższych, autor książek m.in. Sylwetki polskich bibliologów oraz Książka Wielkiej Emigracji w Wielkopolsce (1831–1862):[praca doktorska] oraz licznych artykułów z zakresu współczesnego bibliotekarstwa.

## Kariera zawodowa
- 1970 r. ukończenie Bibliotekoznawstwa na Uniwersytecie Wrocławskim.
- 1970–1971 r. bibliotekarz i archiwista w Studium Nauczycielskim nr 1 we Wrocławiu.
- 1971–1972 r. młodszy bibliotekarz w Bibliotece Uniwersyteckiej we Wrocławiu.
- 1972–1985 r. asystent następnie adiunkt w Instytucie Bibliotekoznawstwa Uniwersytetu Wrocławskiego.
- 1978 r. obrona doktoratu na Uniwersytecie Gdańskim.
- 1981–1989 r. prezes Zarządu Głównego Stowarzyszenia Bibliotekarzy Polskich[2].
- 1985–1990 r. dyrektor Biblioteki Uniwersytetu Wrocławskiego oraz członek Rady Nadzorczej firmy „Książnica” sp. z o.o. we Wrocławiu.
- 1990–1993 r. dyrektor Zarządu Biura Obsługi Bibliotek sp. z o.o. we Wrocławiu.
- 1997–2009 r. adiunkt w Instytucie Bibliotekoznawstwa Uniwersytetu Śląskiego.
- 1997–2019 r. dyrektor Biblioteki Dolnośląskiej Szkoły Wyższej.

## Odznaczenia i nagrody
- Złoty Krzyż Zasługi i Złoty Medal „Za długoletnią służbę”
- Brązowy i Srebrny Krzyż Zasługi,
- Brązowy Medal za Zasługi dla Obronności Kraju,
- Zasłużony Działacz Kultury,
- Nagroda Prezydenta Miasta Wrocławia za działalność na rzecz bibliotekarstwa we Wrocławiu,
- Honorowa Odznaka Stowarzyszenia Bibliotekarzy Polskich[3].

## Inne
Były dyrektor Biblioteki Dolnośląskiej Szkoły Wyższej. Aktywny działacz Stowarzyszenia Bibliotekarzy Polskich – przewodniczący Sekcji Bibliotek Niepaństwowych Szkół Wyższych, członek Koła Bibliotek Niepaństwowych Szkół Wyższych przy Zarządzie Oddziału SBP we Wrocławiu, Polskiego Towarzystwa Bibliologicznego. Do 2005 r. adiunkt w Instytucie Pedagogiki Dolnośląskiej Szkoły Wyższej. Stały felietonista miesięcznika „Poradnik Bibliotekarza”

## Publikacje książkowe
- Książka Wielkiej Emigracji w Wielkopolsce (1831-1862) (praca doktorska), Wrocław 1980, ISBN 83-04-00552-2.
- Metodyka i organizacja czytelnictwa: przewodnik metodyczny do nauki przedmiotu dla studentów Zaocznego Studium Bibliotekoznawstwa Wrocław 1980,
- Proseminarium bibliotekoznawstwa i nauki o informacji naukowej: przewodnik metodyczny dla studentów Zaocznego Studium Bibliotekoznawstwa, Wrocław 1982,
- Sylwetki polskich bibliologów, Wrocław 1983, ISBN 83-04-01172-7.
- Marketing i jakość usług bibliotek akademickich: ogólnopolska IV Konferencja Bibliotek Niepublicznych Szkół Wyższych, Wrocław, 9–11 maja 2002 roku, Wrocław 2002, 83-910486-8-8
- Diagnostyczna i terapeutyczna funkcja biblioteki szkolnej: materiały konferencji, Wrocław, 25–26 września 2003 r., Wrocław 2003, 83-89518-05-8
- Bibliotekarz w świecie wartości: materiały konferencji, Wrocław, 15–16 maja 2003 r. Wrocław 2003, ISBN 83-910486-5-4.